# Catherine Souffront
 (janvier 2024).
La mise en forme du texte ne suit pas les recommandations de Wikipédia : il faut le « wikifier ».
Les points d'amélioration suivants sont les cas les plus fréquents. Le détail des points à revoir est peut-être précisé sur la page de discussion.
- Les titres sont pré-formatés par le logiciel. Ils ne sont ni en capitales, ni en gras.
- Le texte ne doit pas être écrit en capitales (les noms de famille non plus), ni en gras, ni en italique, ni en « petit »…
- Le gras n'est utilisé que pour surligner le titre de l'article dans l'introduction, une seule fois.
- L'italique est rarement utilisé : mots en langue étrangère, titres d'œuvres, noms de bateaux, etc.
- Les citations ne sont pas en italique mais en corps de texte normal. Elles sont entourées par des guillemets français : « et ».
- Les listes à puces sont à éviter, des paragraphes rédigés étant largement préférés. Les tableaux sont à réserver à la présentation de données structurées (résultats, etc.).
- Les appels de note de bas de page (petits chiffres en exposant, introduits par l'outil «  Source ») sont à placer entre la fin de phrase et le point final[comme ça].
- Les liens internes (vers d'autres articles de Wikipédia) sont à choisir avec parcimonie. Créez des liens vers des articles approfondissant le sujet. Les termes génériques sans rapport avec le sujet sont à éviter, ainsi que les répétitions de liens vers un même terme.
- Les liens externes sont à placer uniquement dans une section « Liens externes », à la fin de l'article. Ces liens sont à choisir avec parcimonie suivant les règles définies. Si un lien sert de source à l'article, son insertion dans le texte est à faire par les notes de bas de page.
- La présentation des références doit suivre les conventions bibliographiques. Il est recommandé d'utiliser les modèles {{Ouvrage}}, {{Chapitre}}, {{Article}}, {{Lien web}} et/ou {{Bibliographie}}. Le mode d'édition visuel peut mettre en forme automatiquement les références.
- Insérer une infobox (cadre d'informations à droite) n'est pas obligatoire pour parachever la mise en page.

Pour une aide détaillée, merci de consulter Aide:Wikification.
Si vous pensez que ces points ont été résolus, vous pouvez retirer ce bandeau et améliorer la mise en forme d'un autre article.
Catherine Souffront est une comédienne et scénariste québécoise. Elle s'est fait remarquer notamment pour ses rôles dans la série L'Œil du cyclone, et le film 23 décembre.

## Biographie
Catherine est née au Québec vers 1990 de parents d'origine haïtienne.
Pendant ses études secondaires au Collège Sainte-Marceline à Montréal, Catherine a fait du théâtre et de la comédie musicale avec la metteure en scène Suzanne Spagnol. Très impliquée, elle a été présidente de son école.
Elle a ensuite fait des études en droit, obtenu une maîtrise et passé ses examens du Barreau du Québec. Elle a pratiqué en tant que procureure du DPCP de Montréal pendant 4 ans dans des causes de violence conjugale. Après une période de réflexion dans laquelle elle a été accompagnée par le formateur à l’École nationale d’administration publique Hubert Makwanda, elle a remis sa démission le 31 juillet 2018 pour démarrer sa carrière de comédienne.
Depuis 2019, elle participe à titre de collaboratrice à la rédaction de billets de blogue pour le magazine en ligne Beauties Lab.
Elle a été finaliste pour le prix Gémeaux de la relève en 2023,.
Sous le nom de Cath Darbouze, elle a lancé en avril 2024 la chanson Pick Me Up, une collaboration avec le rappeur Imposs et le producteur David Saysum. Il s'agit du premier extrait d'un microalbum dont la parution est prévue à l'automne 2024,.

## Filmographie

### Cinéma
- 2018 : Le Mur (court métrage) de Marie-Claude Béchard : l'infirmière
- 2020 : Vacarme de Neegan Trudel (en) : une travailleuse sociale
- 2021 : Billie Holiday, une affaire d'État de Lee Daniels : la belle serveuse
- 2023 : Allen Sunshine de Harley Shamandy : Eloise, Jocelyn
- 2022 : 23 décembre de Myriam Bouchard : Jessica

### Télévision
- 2018 : The Miles Enders : la présentatrice de nouvelles
- 2020 : Toute la vie : la médecin clinique d'avortement
- 2021 : Discussions avec mes parents : la cliente de la quincaillerie en 1981
- 2022 : Pillow Talk (en) : Wendy
- 2022 : Doute raisonnable : Gina Bogossian
- 2022 : Un lien familial : Séverine Farley
- 2022 : Sans rendez-vous : l'amie de Maude
- 2022-2023 : L'Effet secondaire : Mme Cruz
- 2022- : L'Œil du cyclone[6] : Mylène Rancourt
- 2022- : Les Bracelets rouges : Jocelyne Sylvestre
- 2022- : L'Île Kilucru[6] : Coralie la sirène
- 2023 : Les Moments parfaits : Fanny
- 2023 : Virage (saison 2, Double Faute) : Marie
- 2024 : Lakay nou[6] : Myrlande Prospère

#### Web
- 2020 : Moozoom : Mélanie
- 2021 : La Panne : la docteure

## Théâtre
- 2022 : Tressées serrées | 1er | Jasmine Dubé, Elie Marchand, Phara Thibault, CEAD
- 2022-2023 : Gala Prix des Libraires | lecture publique

## Scénarisation

### Télévision
- 2022 : Le Pacte, épisode V
- 2022- : L'Œil du cyclone
- 2024 : Lakay nou (co-scénariste)[6]

## Musique
- 2024 : Pick Me Up[10],[11]

## Nominations
- 2023 : Finaliste pour le prix Gémeaux de la relève au 38e Gala des prix Gémeaux.